# Weruweru
De Weruweru is een rivier in de regio Kilimanjaro, in het noordoosten van Tanzania. De rivier ontspringt op de zuidelijke berghelling van de Kilimanjaro en stroomt uit in de Kikuletwa, een rivier die ontspringt op Mount Meru.